# 韋諾拉 (加利福尼亞州)
韋諾拉（英語：Venola）是位於美國加利福尼亞州克恩縣的一個非建制地區。該地的面積和人口皆未知。

## 地理
韋諾拉的座標為35°18′39″N 119°03′15″W / 35.31083°N 119.05417°W，而該地的平均海拔高度為114米（即374英尺）。